# 火球 (动画)
火球（日語：ファイアボール）是日本迪士尼制作的3DCG动画短片，每话片长在2分钟左右。
第一期于2008年4月开始在各种频道放送。
第二期火球·魅力之章（/）于2011年4月开始电视放送，并在YouTube上开设了频道，在网络上放送了部分章节。主要人物的设计较第一期均有所改变。
第三期火球·幽默之章(（/)于2017年10月開始電視放送。
第四期機械管家(ゲボイデ＝ボイデ/Gebäude Bäude)2022年10月於Disney+上放送，人物設定和背景時間設定和以往作品各不相同。

## 概要
本作描绘了遥远的未来，一个普通的星球上，一所与世隔绝的城堡中，两名机器人——弗里盖琉公爵的女儿多罗丝赛露与其管家凯迪西多尼斯之间琐碎的日常故事。

## 登場人物
多罗丝赛露（Drossel von Flügel，聲：川庄美雪）
閃耀著白色光輝的最新型機器人（Hyperion），統治著烏拉諾斯國（Uranus）的暴風雨（Tempest）區域。根據先父Windstille公爵留下的龐大遺產，學習世界的結構。除第一季13話，每集都叫錯凯迪西多尼斯的名字。另在同一話中說出了自己全名。
阿里阿德涅 (アリアドネ，Ariadne)
看起來和多羅絲賽露相似的機器人，型號為「KASTALIA-IX B」
凯迪西多尼斯（Gedächtnis，聲：大川透）
自古就是侍奉Flügel一族的管家。擁有為開墾行星而設計的機體，根據前代主人的遺志，他的程序以培養新的統治者為最優先事項。
猴子（Die Schadenfreude，聲：郷里大辅）
住在大宅内的猿猴型机器人，被Drossel命名为“Schadenfreude”（幸灾乐祸）。
蓋博伊德-博伊德（聲：神谷浩史）
最初登場在火球原聲帶「オモシロ二クス(Omoscillonics)」，最終章再次出現的機械管家，外觀和凯迪西多尼斯相似但更加年輕，型號為「BAU28」。

## 用语
Tempest之塔
多罗丝赛露等人的住所，弗里盖琉家族的城堡，外貌酷似巴别塔。在第一季第九話曾提及有不准養寵物的規矩，而第二季第七話中多罗丝訂立了不准養寵物的規矩，因為第二季是第一季的四百年前，所以不少人認為是多罗丝自己訂立的。
梅露酷鲁历
故事所发生的年代，在遥远的未来。第一期所讲述的故事发生在梅露酷鲁历48650年至48794年之间，而第二期第一话则发生在梅露酷鲁历48234年，即第一期的416年前。由於兩人造型不同，有人認為在四百年中進行改造。

## 电视动画

### 制作人员
- 企划·脚本·导演：荒川航
- 角色设计：福地仁（一期）、柳瀬敬之（二期）
- 造型设计：御船麻舐、タナカリエ（二期）
- CG导演：渡辺誠之
- CG制作：川嶋洋樹
- 作曲：薄井由行
- 音响设计：鍬原保愉貴
- 动画制作：JINNI'S Animation Studios
- 製作：Walt Disney Television International Japan

### 第一期

#### 各話列表
| 集数 | 标题（中译）   | 标题（原文） |
| ---- | -------------- | ------------ |
| 01   | 看那水栖动物啊 |              |
| 02   | 9:25           |              |
| 03   | 海豚飞翔之日   |              |
| 04   | 圣艾尔摩之火   |              |
| 05   | 额叶的恶魔     |              |
| 06   | 毫不动摇的心   |              |
| 07   | 预言           |              |
| 08   | 椅子内的猴子   |              |
| 09   | 蝴蝶           |              |
| 10   | 终点站         |              |
| 11   | 入侵者们       |              |
| 12   | 虚像之眼       |              |
| 13   | 梦想诞生的地方 |              |

### 第二期

#### 各話列表
| 集数 | 标题（中译）   | 标题（原文） |
| ---- | -------------- | ------------ |
| 01   | 自引导连续体   |              |
| 02   | 特洛伊木马     |              |
| 03   | 修理克莱因瓶   |              |
| 04   | 空虚宇宙       |              |
| 05   | 冠军们的餐桌   |              |
| 06   | 恐怖的头脑会议 |              |
| 07   | 呼啸山庄       |              |
| 08   | 铁手套         |              |
| 09   | 游戏的规则     |              |
| 10   | 等待着去年     |              |
| 11   | 灵薄狱         |              |
| 12   | 重力的纺车     |              |
| 13   | 没有爱的世界   |              |